# Simão (futebolista)
Simão Rodrigues dos Santos ou simplesmente Simão (Rio de Janeiro,  5 de julho de 1984), é um ex-futebolista brasileiro que joga como lateral-direito ou meio-campista. Atualmente está sem clube. O Ypiranga-BA foi seu último clube.

## Carreira
Foi revelado pelo Guarani, clube onde disputou um total de 71 jogos e marcou dois gols.
Ele foi um dos principais destaques do Fortaleza na campanha do bicampeonato cearense em 2007 e 2008.

## Seleção Brasileira
Ele fez parte do elenco da Seleção Brasileira que representou o país nos Jogos Pan-Americanos de 2003 e que terminou o torneio com a medalha de prata.
Começou o torneio como titular, mas perdeu a posição já no segundo jogo. Ao todo, fez 2 partidas no torneio.

## Títulos
Fortaleza
- Campeonato Cearense: 2007[5], 2008[6]

Seleção Brasileira
- Jogos Pan-Americanos: Medalha de Prata (2003)[7]